# Тремоло
Тремоло (от италиански – tremolo треперейки) е музикална техника при изпълнение на струнен инструмент, която се изразява в бързото повторение на един музикален тон. Постига се чрез бързи движения на лъка нагоре-надолу при лъковите инстументи и чрез бързото редуване на 1-2-3 пръсти на дясната ръка при китарата.
Едни от най-ярките образци за тремоло могат да се чуят при „Дяволските трели“ на Джузепе Тартини (цигулка) и „Спомен от Алхамбра“ на Франциско Тарега (китара). При клавирните музикални инструменти се постига с различна изпълнителска техника, в зависимост от самия инструмент. Поради особеностите на тези инструменти, тремолото често е повторение на цял акорд или хармоничен ред, например в първата част от 17-а соната на Лудвиг ван Бетовен.
Тремолото се обозначава с наклонени три черти върху нотата , с вълнообразна черта след съответния тон при по-дълъг пасаж, или със самия италиански термин над петолинието. Много често при записването на дадено музикално произведение тоновете се обозначават самостоятелно, но се подразбира тремоло.